# Astérix y Cleopatra
Astérix y Cleopatra (en francés: Astérix et Cléopâtre) es el sexto tomo de la serie de historietas de Astérix el Galo, creadas por Albert Uderzo (dibujos) y René Goscinny (guion), publicado originalmente de manera seriada a partir del número 215 de la revista francesa Pilote en 1963 y como álbum en 1965.
Ha sido adaptado al cine en dos ocasiones, en 1968 como una película animada del mismo nombre y en 2002 como la película de acción en vivo Astérix y Obélix: Misión Cleopatra.

## Argumento
Julio César y Cleopatra estaban conversando en el palacio de la faraona. César le decía que los egipcios ya estaban en decadencia. Cleopatra, indignada, le contestó que, para demostrarle que los egipcios eran los mismos que construyeron las pirámides, faros y templos, le construiría un palacio en Alejandría dentro de un plazo de tan sólo tres meses. César le respondió que si lo lograba reconocería que estaba equivocado.
Cleopatra mandó llamar a Numerobis, el mejor arquitecto de Alejandría, y le ordenó la construcción del palacio en el plazo señalado, si cumplía lo cubriría de oro, pero si fracasaba lo arrojaría a los cocodrilos. El arquitecto, luego de pensarlo, emprendió un viaje hasta la aldea gala donde, al llegar, preguntó por Panorámix.
Numerobis le contó a su amigo Panorámix la tarea y el problema que tenía y le solicitó que le ayudara con sus poderes mágicos. Panorámix le presentó a sus amigos Astérix y Obélix y le dijo que encantado le ayudaría pues precisamente tenía la intención de consultar unos papiros en la biblioteca de Alejandría. Astérix y Obélix dijeron que ellos también irían. 
El egipcio les informó que una nave los estaba esperando en el puerto. El jefe de la aldea, Abraracúrcix, y varios aldeanos los fueron a despedir hasta la costa. Se embarcaron en el buque del capitán Piramidix. Durante el viaje, Numerobis les contó que en Egipto deberían tener cuidado con Paletabis, arquitecto de la competencia, que trataría que fracasasen en la ejecución de la obra. Fueron interceptados por los feroces piratas, que al darse cuenta de que en la nave iban los dos galos, prefirieron hundir su barco una vez más. Al recalar en Alejandría fueron guiados por la luz del faro, una de las siete maravillas del mundo, como les dijo Numerobis.
En Alejandría los amigos galos fueron presentados a Cleopatra y luego Numerobis los llevó a su casa, un palacio construido por él. Ahí les presentó a Milapis, un escriba que hablaba todas las lenguas vivas y que había aprendido el oficio de escriba en un curso por correspondencia.
La construcción del palacio avanzaba a un ritmo normal, pero Paletabis trató de que los trabajadores se declararan en huelga, Panorámix, para acelerarlos les dio poción mágica con lo que el palacio avanzó enormemente. Paletabis le encomendó a su empleado Tornabis que evitara la llegada de piedras para la construcción del palacio.

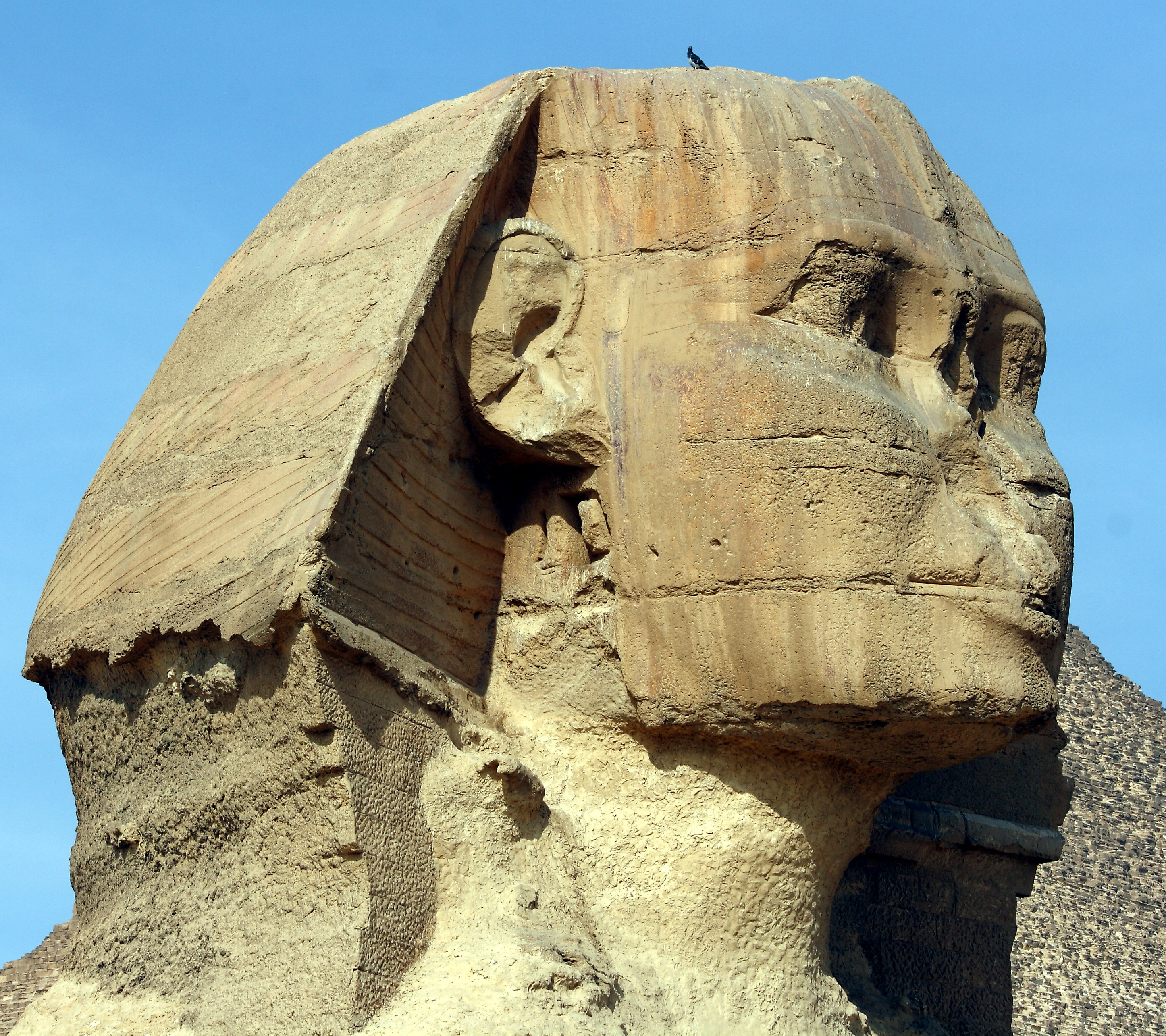
La gran esfinge de Guiza.

Numerobis se enteró de la maniobra y Astérix decidió que ellos irían a buscar las piedras. En el viaje por el Nilo visitaron la Esfinge, a la que Obélix le destruyó la nariz por querer subirse a su cima. En las Pirámides fueron encerrados, Panorámix por primera vez le dio de beber un poco de poción mágica a Obélix para que abriera la puerta de la cámara en que estaban encerrados, e Ideafix les ayudó a encontrar la salida del laberinto de pasillos de la pirámide.
Los galos llegaron a Alejandría con el cargamento de piedras. Paletabis desesperado por detener la obra ideó enviarle a Cleopatra un pastel envenenado, como si fuese un regalo de los galos. El catador de palacio lo descubrió, pero los galos le dieron un antídoto y se deshicieron del pastel. Paletabis secuestró a Numerobis, los galos lo encontraron y obligaron a Paletabis y a su sirviente Tornabis a que trabajasen en la construcción del palacio para que no los denunciaran a la reina.
Julio César envió a su espía egipcio, Ginfis, a averiguar cómo estaba el avance del palacio. Este le contó que, gracias a la acción de tres galos, que le daban una poción mágica a los trabajadores, la obra sería terminada en el plazo establecido. César inmediatamente identificó a los galos con los de la aldea invencible. 
César, para comprobar lo de la fuerza, hizo que su centurión Paquetelargus, el más fuerte de la legión en Egipto, se enfrentara con Ginfis que había tomado la poción mágica y este lo derrotó de un solo puñetazo. César decidió sitiar el palacio y exigió la entrega de los galos o destruiría el palacio. Estos se negaron y enviaron un mensaje a la reina mediante Ideafix, informándole de lo que estaba sucediendo. Corus, el jefe de los legionarios, empleaba hasta maquinaria de guerra para atacarlos.
Finalmente, Cleopatra le hizo ver a César que eso no era jugar limpio, este levantó el sitio y además tuvo que reparar con sus hombres los daños causados. Numerobis fue cubierto de oro por la reina, a Panorámix le regaló unos manuscritos de su biblioteca de Alejandría y además les facilitó a los galos su galera particular para que regresaran a la Galia. Al despedirse, Astérix le ofreció futuros servicios por si Cleopatra deseara realizar otras obras, por ejemplo un canal entre el Mediterráneo y el Mar rojo (el Canal de Suez fue construido por los franceses).
En la aldea, como de costumbre, fueron recibidos como héroes y los agasajaron con los banquetes habituales.
Al final, Obélix tallaba ahora sus menhires como si fueran obeliscos egipcios, algo con lo que el jefe Abraracúrcix no estaba nada conforme; le dijo indignado a Obélix que no le gustaban sus nuevos menhires y que deberían conservar sus propias tradiciones.

## Personajes
- Astérix – Guerrero galo, héroe de estas aventuras.
- Obélix – Repartidor de menhires. Mejor amigo de Astérix.
- Panorámix – Druida de la aldea. Fabrica la poción mágica.
- Numerobis - Arquitecto de Alejandría.
- Asurancetúrix - Bardo de la aldea.
- Abraracúrcix - Jefe de la aldea.
- Ideafix - Perro mascota de Obélix que lo sigue a todas partes.
- Piramidix - Capitán de galera
- Erix - Hijo del capitán del barco pirata. Fue dejado en garantía para conseguir el barco.
- Cleopatra - Reina de Egipto. Mal genio pero con una nariz perfecta.
- Julio César - Emperador de Roma y amante de Cleopatra.
- Paletabis - Arquitecto rival de Numerobis.
- Otis - Escriba del arquitecto Numerobis. Aprendió el oficio mediante un curso por correspondencia.
- Tornabis - Empleado del arquitecto Paletabis.
- Ginfis - Espía egipcio al servicio de Julio César.
- Paquetelargus - Legionario, el más fuerte en Egipto.
- Corus - Jefe romano del sitio y ataque al palacio en construcción.

## Caricaturas de famosos
Se usa la imagen de Elizabeth Taylor para retratar a Cleopatra, a quien la actriz dio vida en la película del mismo nombre. Las referencias a esta película y su actriz protagonista son constantes: Cleopatra es retratada como malhumorada y de perfecta nariz en referencia a Taylor, cambia constantemente de traje como en la película y usa carrozas exageradas para desplazarse, al igual que en una de sus escenas cumbre. La portada del álbum es una parodia del cartel promocional de la película, e incluye una detallada descripción de los materiales que presuntamente fueron necesarios para llevarla a cabo, lo cual también se hizo durante la promoción de Cleopatra, que fue la película más cara de la Historia en su momento y también uno de los más sonoros fracasos comerciales de la historia del cine.